# الدوري الإيطالي الدرجة الثانية 1990–91
الدوري الإيطالي الدرجة الثانية 1990–91 (بالإيطالية: Serie B 1990-1991)‏ هو موسم من الدوري الإيطالي الدرجة الثانية. أقيم خلال الفترة 9 سبتمبر 1990 وحتى 16 يونيو 1991، وأشرف على تنظيمه Lega Nazionale Professionisti ‏، وكان عدد الأندية المشاركة فيه 20، وفاز فيه نادي فوجيا.